# Peter O'Mahony
Peter O'Mahony  (Cork, 17 de septiembre de 1989) es un exjugador irlandés de rugby que se desempeñaba como tercera línea. Jugó toda su carrera para Munster y el XV del trébol.

## Carrera
O'Mahony se proclamó campeón de la AIB Cup (2.ª competición de rugby de irlanda) en la temporada 2009-2010 siendo nombrado mejor jugador del partido.
Ya en la temporada 2010-2011 se incorpora al Munster en el cual debutó en un histórico partido contra Australia que Munster ganó por 15-6, ese mismo año conquista la Liga Celta contra Leinster ganando la final por 19-9. Al comienzo de la temporada 2011-2012 O´Mahony es nombrado capitán de Munster mientras los internacionales disputaban los partidos de la Copa Mundial de Rugby de 2011. El 12 de noviembre de 2011 juega su primer partido en la Copa de Campeones contra Northampton Saints donde es nombrado mejor jugador del partido, a la semana siguiente en un partido de la misma competición, contra Castres Olympique, O´Mahony logra su primer try como profesional además termina la temporada siendo nombrado mejor jugador joven de la temporada 2011-2012 por la IRUPA (Irish Rugby Union Players Association). O'Mahony fue nombrado nuevo capitán de Munster, el 30 de julio de 2013, sustituyendo a Doug Howlett, quien se retiró al final de la temporada 2012-13. O'Mahony fue nominado a Jugador del Año 2014 por la Irish Rugby Union Players Association.
A principios de 2025 anunció su retiro tanto a nivel de clubes como a nivel internacional al acabar la temporada 2024-25.

### Internacional
O´Mahony ha jugado en categorías Sub-18 y Sub-20 siendo el capitán en ambas selecciones.
Ya en profesionales Peter O'Mahony fue seleccionado con Irlanda en un grupo de 24 jugadores para preparar la primera jornada del Torneo de las Seis Naciones 2012. contra Gales pero no llegó a debutar. O'Mahony hizo su debut con el XV del trébol contra la Azzurri el 25 de febrero de 2012, al entrar como sustituto de Sean O'Brien. Jugó su primer partido como titular el 10 de marzo de 2012 en un partido contra Escocia al lesionarse Sean O'Brien. 
En 2013 fue nombrado capitán de Irlanda en la gira por Norteamérica reemplazando a Rory Best que fue llamado para formar parte de la gira de los Irish & British lions. El 9 de noviembre de 2013, un O'Mahony anotó su primer ensayo en un partido correspondiente contra Samoa en un partido correspondiente a la gira de otoño de Irlanda. En 2014 O´Mahony fue una pieza fundamental para que Irlanda se hiciera con el Torneo de las seis naciones siendo nombrado mejor jugador del partido contra Gales en lo que es hasta ahora su mayor éxito con la camiseta verde.

## Palmarés y distinciones notables
- Campeón del Pro 12 Rugby de 2010–11.
- Campeón del Torneo de las Seis Naciones de 2014, 2015, 2018,[4]2023 y 2024.
- Seleccionado por los British and Irish Lions para la gira de 2017 en Nueva Zelanda[5]